# Starkenburg (Moselle)
Pour les articles homonymes, voir Starkenburg.
Starkenburg (anciennement Starkembourg en français) est une municipalité allemande située dans le land de Rhénanie-Palatinat et l'arrondissement de Bernkastel-Wittlich.